# معادله یانگ–لاپلاس

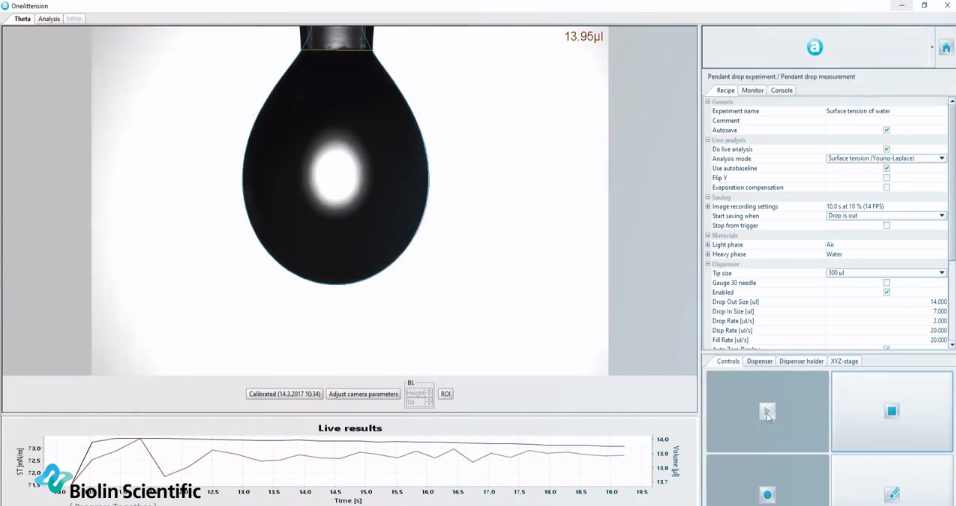
تانسیومترهای نوری از معادله یانگ-لاپلاس برای تعیین کشش سطحی مایعات، به طور خودکار بر اساس شکل قطرات آویزان استفاده می‌کنند.

معادله یانگ–لاپلاس (به انگلیسی: Young–Laplace equation) یک معادله دیفرانسیل جزئی غیرخطی است که اختلاف فشار موئین در سطح مشترک دو سیال ساکن را در اثر کشش سطحی بیان می‌کند. این رابطه بیانی از تعادل تنش عمودی سیالات ساکن در سطح مشترک است که در آن ضخامت سطح مشترک ناچیز فرض می‌شود.
{\displaystyle {\begin{aligned}\Delta p&=\gamma \nabla \cdot {\hat {n}}\\&=2\gamma H\\&=\gamma \left({\frac {1}{R_{1}}}+{\frac {1}{R_{2}}}\right)\end{aligned}}}
که در آن {\displaystyle \Delta p} اختلاف فشار در سطح مشترک سیال است که همچنین فشار لاپلاس نیز نامیده می‌شود، {\displaystyle \gamma } کشش سطحی، {\displaystyle {\hat {n}}} واحد عمود بر سطح، {\displaystyle H} انحنای متوسط و {\displaystyle R_{1}} و {\displaystyle R_{2}} شعاع‌های انحنای اصلی هستند.